# 日產康采恩
日本產業康采恩 （日语：日本産業コンツェルン、にほんさんぎょうコンツェルン），簡稱日產康采恩（日语：日本産業コンツェルン、にほんさんぎょうコンツェルン），是日本在第二次世界大戰之前存在過的一個財閥，也是GHQ指定的十大財閥之一，又稱鮎川財閥。該財閥包括日本礦業（日立礦山）集團、日立製作所集團、日產汽車集團、JVC。在戰前的財閥當中，該財閥在製造業上樹立了超過三菱、三井等先行財閥的規模，但在金融和商社部門較弱。戰後該財閥被解體，並未實施資本的再結集，但形成了春光集團。

## 外部連結
- 春光懇話会 （页面存档备份，存于）